# Notocytharella striosa
Notocytharella striosa é uma espécie de gastrópode do gênero Notocytharella, pertencente a família Mangeliidae.